# Hnat Halka
Hnat Halka (ukr. Гнат Михайлович Галька, pol. Ignacy Halka, ur. 10 lutego 1824 w Złotnikach, – zm.  26 maja 1903 w Dubkowcach) – duchowny greckokatolicki, polityk staroruski, poseł do Sejmu Krajowego Galicji i do austriackiej Rady Państwa.
Urodził się w rodzinie duchownego greckokatolickiego Michała Halki (zm. w 1902), proboszcza w Złotnikach, w pow. podhajeckim. Ukończył szkołę ludową i gimnazjum w Buczaczu, oraz seminarium duchowne we Lwowie. W 1850 otrzymał święcenia kapłańskie, po czym pracował w parafii w Tarnopolu. Od 1853 administrator parafii, od 1854 do śmierci proboszcz w Dubkowcach. Od 1859 administrator a w latach 1862-1874 dziekan dekanatu Skałat.
Od młodości aktywny w ruskim ruchu narodowym. W 1848 był uczestnikiem Soboru Uczonych Ruskich we Lwowie. Następnie aktywny działacz ruchu staroruskiego i moskalofilskiego w Galicji. Był członkiem założycielem Matycy Hałycko-Ruskiej i Towarzystwa im. Mychajła Kaczkowśkiego. Był także wybranym z grupy gmin wiejskich członkiem Rady Powiatowej(1871-1874) i Wydziału Powiatowego (1874) w Skałacie.
Poseł do Sejmu Krajowego Galicji II kadencji (16 marca 1869 – 13 listopada 1869) wybrany w kurii IV – gmin wiejskich, w okręgu wyborczym nr 10 (Kopyczyńce-Husiatyn) mandat objął po rezygnacji  Iwana Borysykewycza. Do Sejmu następnej III kadencji (20 sierpnia 1870 – 26 kwietnia 1876) został wybrany również w kurii IV, ale z okręgu wyborczego nr 38 (Skałat-Grzymałów).
Poseł do austriackiej Rady Państwa V kadencji (18 listopada 1873 – 22 maja 1879), wybrany w kurii IV – gmin wiejskich, w okręgu wyborczym nr 26 (Trembowla-Husiatyń). W parlamencie należał do Klubu Ruskiego do grupy posłów staroruskich.
Był pod pseudonimem Żegota Michajłowicz Nawrotnik autor wielu prac i artykułów o tematyce politycznej, ale także dotyczących zwyczajów i obrzędów ludowych, publikowanych w prasie moskalofilskiej w Galicji. Najbardziej znaną jego pracą jest wydana w 1893 broszura dotycząca prowadzenia gospodarstwa rolnego oraz pracy "Narodnij obyczaj i obriady iz okrestnostej nad Zbruczem".